# 多恵子の今夜もふたり言
多恵子の今夜もふたり言（たえこのこんやもふたりごと）は2002年10月7日に放送を開始したHBCラジオのトーク番組。
2022年秋改編により、2022年9月25日をもって放送終了。

## 放送時間
- 現在　日曜日 21:00～21:30
- 過去　月曜日～金曜日 23:30～23:50・月曜日～金曜日 23:30～24:00・月曜日～木曜日 23:30～24:00

文化放送の10分箱番組のネット枠廃止により20分番組が30分番組となる。2011年4月より月曜日から木曜日の放送となる。さらに2011年10月から日曜日での放送となった。

## 番組概要
夕方に「夕刊ほっかいどう」を担当する河原多恵子が担当のトーク番組。80年代の昼ワイド「お昼の歌謡曲」で、おたえさんの愛称で親しまれた河原が、アナウンス職に復帰して最初の番組。「夕刊ほっかいどう」は生放送であるが、この番組は1週間分をまとめ撮りする録音番組である。
月～木曜日で4日間通しのゲストを招き、トークを行う「この人に会いたい　ゲストトーク」がメイン企画。後半は「北海道言葉で描く風景」を中心としたおたより紹介とトークのコーナーである。オープニングとエンディングには曲をフルコーラスでかける。ナイターシーズン（4月～9月）で、ナイター中継延長により番組が休止になった場合は、1日ずつスライドして放送（通常の金曜企画を休止）している（過去に、2008年8月14日、2009年10月6日の放送が野球中継延長などで休止）。
1999年10月にTBSラジオ「アクセス」を全国で初めてネット受けして以来、段階的に大人ターゲットへとシフトさせてきたこの時間帯において、聴取率的にも非常に安定しており、大人が夜にじっくりと聴ける番組として人気を博している。いわゆる「アイドルもの」であった、文化放送10分箱番組のネットを打ち切り、放送時間が拡大された。
土屋ホームの一社提供番組。

## 出演者
- 河原多恵子